# Université Côte d'Azur
La Université Côte d'Azur és una universitat pública de recerca situada a Niça, França, amb sucursals a zones veïnes. El 2019 va substituir la Universitat de Niça Sophia Antipolis i compta amb gairebé 30.000 estudiants, dels quals el 20% són estrangers. Els seus campus universitaris es troben a diverses ciutats del departament dels Alps Marítims (Niça, Cannes, Grasse, Menton), així com al parc tecnològic Sophia-Antipolis.